# 殺人捜査 (テレビドラマ)
『殺人捜査』（さつじんそうさ）は、1992年から1998年まで日本テレビ系「火曜サスペンス劇場」で放送された刑事ドラマシリーズ。全5回。主演は鹿賀丈史。
タイトルは『殺人捜査』（第1作） → 『1995年殺人捜査』（第2作） → 『1996年殺人捜査』（第3作） → 『1997年殺人捜査』（第4作） → 『1998年殺人捜査』（第5作）
推理ドラマではあるがいじめや高齢者介護といった社会問題を主題として取り上げた作品となっており、1996年版からは毎年12月の下旬に放送された。ギャラクシー賞作品賞（1992年版）。テレビジョンATP賞優秀賞（1998年版）。

## キャスト

### 警視庁高府警察署
高木精一
演 - 鹿賀丈史
刑事課刑事。帽子をトレードマークとしている。妻と娘の三人で東京郊外の高府市にある団地に住んでいる。
石田
演 - 谷村昌彦（第1作）
刑事課課長。
大内
演 - 谷村昌彦（第2作 - 第5作）
刑事課課長。
大久保
演 - 高品剛（第4作・第5作）
刑事課刑事。

### 高木家
高木俊子
演 - 松田美由紀（第1作）
高木明子
演 - 高橋惠子（第2作 - 第5作）
上記2名は高木精一の妻。第2作からは名前が変更。
高木直子
演 - 若松恵（第2作 - 第5作）
高木精一と明子の娘。高校生。第4作は両親に内緒でコンビニのバイトをしていた。
高木ノブ
演 - 内海桂子（第3作）
高木精一の母。
高木安子
演 - 伊藤榮子（第3作）
高木忠夫の妻。高木精一の義姉。
高木光子
演 - 酒井由美子（第3作）
高木精一の妹。
高木忠夫
演 - 河原崎長一郎（第3作）
高木精一の兄。

### ゲスト
第1作「殺人捜査」（1992年）
- 石塚珠代 - 多岐川裕美
- 石塚時雄（珠代の夫） - 岸部一徳
- 吉崎松太郎（杉野信子の祖父） - 小栗一也
- 戸国八重 - 吉村実子
- 河津高志 - 高品剛
- 小山徳次（小山印刷 社長） - 坂口芳貞
- 津田（刑事） - 芳村浩
- 市子（芦原温泉「清風荘」女将） - 照本一代
- 恵子（クラブのママ） - 上楽敦子
- 立川勝 - 竹田寿郎
- 隣室の主婦 - 酒井由美子
- 古道具屋の店主 - 汐見直行
- 刑事 - 花ヶ前浩一
- 区役所の係 - 加藤徹
- 刑事 - 湯浅弘祥
- 黒井隆夫（無職・元証券会社社員） - 山伏雅文

第2作「1995年殺人捜査」（1995年）
- 原田継男（バー「フォックス」店長） - 浅野忠信
- 高橋広治 - 坂口芳貞
- 酒井たつ子（今中の元妻） - 吉村実子
- 刑事 - 田中登志哉
- 殺陣師 - 竹田寿郎
- 今中杉夫（タクシードライバー） - 塩見三省
- 山本修一郎（元教師） - 岡本信人
- 高橋由美子（直子の幼馴染） - 金井れな
- 高品剛、長野知夏、北野直史、西川亘、大塩武、鐘築建二、芳村浩、久保田克典、酒井由美子、根上忠、山脇登美子、上原恵子、白岩久尚、山口玲子、大橋美樹、水島由理、太田始、杉原あつ子、中村万沙子、村上はるみ、加藤昇

第3作「1996年殺人捜査」（1996年）
- 国松定治（春江の義父） - 小栗一也
- 佐々木（刑事） - 高品剛
- 石田 - 坂口芳貞
- 貞松ます子（老人介護ヘルパー） - 北川たか子
- 久保田勝治（農家） - 杉義一
- 小柳浩三 - 北野直史
- 国松春江（スーパーのレジ） - 山口果林
- 刑事 - 田中登志哉
- 根上忠、丹治大吾、芳村浩、清川均、竹田寿郎、西川亘、内藤達也、花ヶ前浩一、太田始、大塩武、山口玲子、鐘築建二、柴田暁彦、久保田克典、田内裕子、星野浩子、水島由理、一之瀬千絵、熊谷ニーナ、佐藤しのぶ

第4作「1997年殺人捜査」（1997年）
- 河内安江（康平の母） - 吉村実子
- 島崎達郎（悟の父） - 森下哲夫
- 島崎美由紀（悟の母） - 大原ますみ
- 島崎悟（高校生） - 北野タダシ
- 河内康平（高校生） - 中山竜二
- 荒木智明（通り魔） - 井上唯我
- 河内信一（電気店経営者・康平の父） - 渡辺いっけい
- 刑事 - 田中登志哉
- 西川亘、嶋尾康史、大塩武、鐘築建二、木村有里、佐々木庸子、川口直一、則友謙司、奥野忍、高橋さとる、荒川俊之、藤原亮、桜井卓、松本陽

第5作「1998年殺人捜査」（1998年）
- 中西浩三（長田建設 元社員） - 林隆三
- 中西香（中西と晴美の娘・大学生） - たちばな七希
- 中西透（中西と晴美の息子・高校3年生で高木直子のクラスメイト） - 高津知巳
- 川島（長田建設 元社員・中西の元同僚） - 望月太郎
- 山田（長田建設 人事担当） - 酒井由美子
- 中西晴美（中西の妻） - 大谷直子
- 津田（長田建設 営業部長・中西の元上司） - 綿引勝彦
- 美斎津明子、根上忠、上原恵子、嶋尾康史、内藤達也、北野タダシ、西川亘、大塩武、鐘築建二、芳村浩、上原恵子、美斉津明子、下元史朗、田村元治、山口玲子、平崎晶子、矢島浩一、菊間秋彦、福嶌徹、奥田由美、横山文枝、田内裕子、太田学、内藤道子、亀野順子

## スタッフ
- 企画 - 長富忠裕
- 脚本 - 金子成人
- 音楽 - 福井峻
- 演出 - 深町幸男
- プロデューサー - 伊藤祥二、近藤晋、藤田裕一
- 製作著作 - 総合ビジョン（第1作 - 第3作）、東北新社クリエイツ（第4作・第5作）
- 制作 - 日本テレビ

## 放送日程
| 話数 | 放送日         | タイトル       | 脚本     | 演出     | 視聴率 |
| ---- | -------------- | -------------- | -------- | -------- | ------ |
| 1    | 1992年08月25日 | 殺人捜査       | 金子成人 | 深町幸男 | 16.5%  |
| 2    | 1995年07月04日 | 1995年殺人捜査 | 金子成人 | 深町幸男 | 16.8%  |
| 3    | 1996年12月24日 | 1996年殺人捜査 | 金子成人 | 深町幸男 | 20.0%  |
| 4    | 1997年12月30日 | 1997年殺人捜査 | 金子成人 | 深町幸男 | 11.1%  |
| 5    | 1998年12月22日 | 1998年殺人捜査 | 金子成人 | 深町幸男 |        |